# Loranne Smans
Loranne Smans (ur. 30 października 1997) – belgijska snowboardzistka, specjalizująca się w konkurencjach slopestyle i big air.
Po raz pierwszy na arenie międzynarodowej pojawiła się 26 stycznia 2012 roku w Brand, gdzie w zawodach Pucharu Europy w slopestyle'u zajęła siódme miejsce. W 2013 roku wystąpiła na mistrzostwach świata juniorów w Erzurum, zajmując szóste miejsce w tej konkurencji. W zawodach Pucharu Świata zadebiutowała 16 marca 2013 roku w Špindlerův Mlýnie, zajmując 38. miejsce w slopestyle'u. Pierwszy raz na podium zawodów tego cyklu stanęła 24 marca 2018 roku w Québecu, kończąc rywalizację w big air na trzeciej pozycji. W zawodach tych wyprzedziły ją jedynie Julia Marino z USA i Kanadyjka Laurie Blouin. W 2015 roku wystartowała na mistrzostwach świata w Kreischbergu, gdzie była siódma w big air i szesnasta w slopestyle'u.

## Osiągnięcia

### Mistrzostwa świata
| Miejsce | Dzień       | Rok  | Miejscowość | Konkurencja | Zwyciężczyni         |
| ------- | ----------- | ---- | ----------- | ----------- | -------------------- |
| 16.     | 17 stycznia | 2015 | Kreischberg | Halfpipe    | Cai Xuetong          |
| 7.      | 21 stycznia | 2015 | Kreischberg | Slopestyle  | Miyabi Onitsuka      |
| 23.     | 9 lutego    | 2019 | Park City   | Slopestyle  | Zoi Sadowski-Synnott |
| 9.      | 12 marca    | 2021 | Aspen       | Slopestyle  | Zoi Sadowski-Synnott |
| 23.     | 16 marca    | 2021 | Aspen       | Big air     | Laurie Blouin        |

### Puchar Świata

#### Miejsca w klasyfikacji generalnej AFU
- sezon 2012/2013: 101.
- sezon 2013/2014: 60.
- sezon 2014/2015: 30.
- sezon 2015/2016: 18.
- sezon 2017/2018: 34.
- sezon 2018/2019: 26.
- sezon 2019/2020: 9.
- sezon 2020/2021: 28.
- sezon 2021/2022: 37.

#### Miejsca na podium w zawodach
1. Québec – 24 marca 2018 (big air) - 3. miejsce